# Gaizka Toquero
Gaizka Toquero Pinedo (* 9. August 1984 in Vitoria-Gasteiz, Baskenland) ist ein ehemaliger spanischer Fußballspieler.

## Karriere
Toquero begann seine Karriere in der Jugendmannschaft von Ariznabarra, von wo er 2002 zu Real Sociedad San Sebastián wechselte. 2003 kam er in die zweite Mannschaft von Deportivo Alavés. 2005/06 stieg die Mannschaft aus der Segunda División B ab. Daraufhin kehrte er Deportivo den Rücken und wechselte zum SD Lemona, wo er wieder in der Segunda División B aktiv war. Nach nur einer Saison ging der Stürmer zu Sestao RC, wo er wiederum in der gleichen Liga Zehnter wurde. Erst in der Saison 2008/09 kam er zu einem Verein der Primera División, von diesen wurde er wiederum an den Zweitligaklub SD Eibar verliehen, wo er in 15 Spielen vier Tore erzielte.
In der zweiten Hälfte der Saison 2008/09, nach der Rückkehr, gab er sein Debüt für Athletic Bilbao, als er in der 82. Minute für Velez im Spiel gegen Espanyol Barcelona am 4. Januar 2009 eingewechselt wurde. Das Spiel endete 1:1. Sein Premierentor gelang Torquero am 21. April 2009 gegen CD Numancia, als er beim 2:1-Erfolg den zwischenzeitlichen 1:1-Ausgleich erzielte. Nach dem Pokalfinale 2008/09 konnte sich Athletic für die Europa League qualifizieren. Sein Debüt auf europäischer Klubebene gab der Stürmer in der 3. Runde der Qualifikation gegen den Vertreter aus der Schweiz Young Boys Bern am 30. Juli 2009. Das Heimspiel wurde 0:1 verloren.
Zur Saison 2015/16 kehrte Toquero zu Deportivo Alavés zurück. Im August 2017 wechselte er zu Real Saragossa, bei welchem er dann nach der Saison 2018/19 seine Karriere beenden sollte.